# 미조구치 젠비

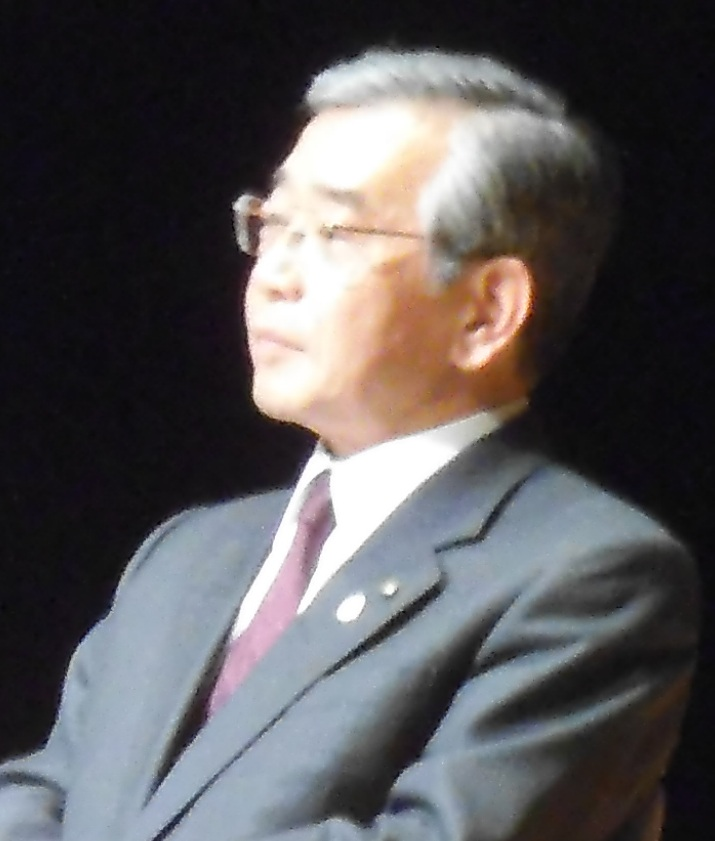

미조구치 젠비(溝口 善兵衛, 1946년 1월 20일 ~ 2024년 8월 20일)는 2007년부터 2019년까지 선출된 일본의 정치인이자 일본 시마네현 지사였다. 도쿄 대학을 졸업한 전 재무성 공무원이었다. 미조구치는 2024년 8월 20일 78세의 나이로 사망했다.